# タキサイキア/So Young
「タキサイキア / So Young」は、CYNHNの楽曲。CYNHNの3枚目のシングルとして2018年9月19日に発売された。発売元はI BLUE。

## 概要
両A面シングルの『タキサイキア / So Young』では、「タキサイキア」は綾瀬志希、「So Young」は青柳透がメインヴォーカルを担当。
CYNHNは本作以降メンバーそれぞれがメインボーカルを務める楽曲を発表していく。
また「演じまスウィーニー」プロジェクトと銘打ったドラマ仕立てのミュージックビデオの制作もスタートした。。
シングルは初回限定盤A（TECI-633）と初回限定盤B（TECI-634）と通常盤（TECI-635）の3種リリースで、初回限定盤Aには「タキサイキア」のMusic Video & メイキング、初回限定盤Bには「So Young」のMusic Video & メイキング」を収録したDVDが同梱されている。
今作は初回限定盤にのみカップリング曲が収録されており、初回限定盤Aでは崎乃奏音センター曲「ゆめゆめ No Imitation」、初回限定盤Bでは百瀬怜センター曲「二人の唄」が収録されている。
「タキサイキア」の振付はメンバーの綾瀬志希が担当。「So Young」は綾瀬志希に加え、崎乃奏音も振付のイメージ構想を担った。

## シングル収録内容

### 初回限定盤A
| #         | タイトル                  | 作詞・作曲 | 編曲      | 時間  |
| --------- | ------------------------- | ---------- | --------- | ----- |
| 1.        | 「タキサイキア」          | 渡辺翔     | 中西亮輔  | 4:13  |
| 2.        | 「So Young」              | ヤブユウタ | 高橋諒    | 3:10  |
| 3.        | 「ゆめゆめ No Imitation」 | 渡辺翔     | 中西亮輔  | 3:52  |
| 合計時間: | 合計時間:                 | 合計時間:  | 合計時間: | 11:15 |

| #  | タイトル                      | 作詞 | 作曲・編曲 |
| -- | ----------------------------- | ---- | ---------- |
| 1. | 「タキサイキア Music Video」  |      |            |
| 2. | 「タキサイキア MVメイキング」 |      |            |

### 初回限定盤B
| #         | タイトル         | 作詞・作曲 | 編曲      | 時間  |
| --------- | ---------------- | ---------- | --------- | ----- |
| 1.        | 「タキサイキア」 | 渡辺翔     | 中西亮輔  | 4:13  |
| 2.        | 「So Young」     | ヤブユウタ | 高橋諒    | 3:10  |
| 3.        | 「二人の唄」     | 土川大輔   | 黒田賢一  | 4:52  |
| 合計時間: | 合計時間:        | 合計時間:  | 合計時間: | 12:15 |

| #  | タイトル                  | 作詞 | 作曲・編曲 |
| -- | ------------------------- | ---- | ---------- |
| 1. | 「So Young Music Video」  |      |            |
| 2. | 「So Young MVメイキング」 |      |            |

### 通常盤
| #         | タイトル                   | 作詞・作曲 | 編曲      | 時間  |
| --------- | -------------------------- | ---------- | --------- | ----- |
| 1.        | 「タキサイキア」           | 渡辺翔     | 中西亮輔  | 4:13  |
| 2.        | 「So Young」               | ヤブユウタ | 高橋諒    | 3:10  |
| 3.        | 「タキサイキア Inst Ver.」 |            |           | 4:13  |
| 4.        | 「So Young Inst Ver.」     |            |           | 3:10  |
| 合計時間: | 合計時間:                  | 合計時間:  | 合計時間: | 14:46 |